# Plantago caricina
Plantago caricina är en grobladsväxtart som beskrevs av Joseph Decaisne. Plantago caricina ingår i släktet kämpar, och familjen grobladsväxter. Inga underarter finns listade i Catalogue of Life.